# 春一番 (アルバム)
『春一番』（はるいちばん）は、1976年4月1日に発売された、キャンディーズ6枚目のアルバムである。

## 概要
- LP帯コピー：キャンディーズのさわやかなフィーリングがあなたの心にふれあう待望のオリジナル・アルバム!
- 全てオリジナル曲で構成されている。「ハートのエースが出てこない」「春一番」はシングル曲でもあり、また「恋のあやつり人形」はあやつり人形の振り付けがステージで披露された。「ラッキーチャンスを逃がさないで」はTV番組「プロポーズ大作戦」のオープニングに使われた。
- 2008年9月3日にリリースされたCD-BOX『キャンディーズ・タイムカプセル』に収納された紙ジャケット盤には、初CD化となる「ハートのエース〜」の別歌詞バージョン、アルバム未収録であったシングルのB面曲「冬の窓」（「ハートのエース〜」のB面）と「二人だけの夜明け」（「春一番」のB面）がボーナス・トラックとして収録された。

## 曲目

### オリジナル盤
SIDE A
1. 恋はふわふわ
作詞：竜真知子／作曲・編曲：馬飼野康二
2. オムレツをつくりましょう
作詞：森雪之丞／作曲・編曲：穂口雄右
3. 待ちぼうけ
作詞：竜真知子／作曲：宮本光雄／編曲：竜崎孝路
4. 内緒のおはなし
作詞：竜真知子／作曲・編曲：宮川泰
5. 恋のあやつり人形
作詞：竜真知子／作曲・編曲：馬飼野康二
6. 春一番
作詞・作曲・編曲：穂口雄右

SIDE B
1. ハートのエースが出てこない
作詞：竜真知子／作曲：森田公一／編曲：竜崎孝路
2. 弱点みせたら駄目よ
作詞：阿久悠／作曲：井上忠夫／編曲：竜崎孝路
3. 朝のひとりごと
作詞：竜真知子／作曲：宮川泰／編曲：竜崎孝路
4. 恋の臨時ニュース
作詞：森雪之丞／作曲：穂口雄右／編曲：竜崎孝路
5. PAPER PLANE LOVE
作詞：森雪之丞／作曲・編曲：穂口雄右
6. ラッキーチャンスを逃がさないで
作詞：竜真知子／作曲：宮本光雄／編曲：渡辺茂樹
  - 朝日放送・テレビ朝日系バラエティ番組『プロポーズ大作戦』テーマソング

### キャンディーズ・タイムカプセル盤
1. 恋はふわふわ
2. オムレツをつくりましょう
3. 待ちぼうけ
4. 内緒のおはなし
5. 恋のあやつり人形
6. 春一番（シングル・ヴァージョン）
7. ハートのエースが出てこない
8. 弱点みせたら駄目よ
9. 朝のひとりごと
10. 恋の臨時ニュース
11. PAPER PLANE LOVE
12. ラッキーチャンスを逃がさないで
13. ハートのエースが出てこない（アナザー・リリック・ヴァージョン）（ボーナス・トラック、初CD化）
14. 冬の窓（ボーナス・トラック）
  - 作詞：竜真知子、作曲：森田公一、編曲：竜崎孝路
  - 8thシングル「ハートのエースが出てこない」のB面曲。
15. 二人だけの夜明け（ボーナス・トラック）
  - 作詞：竜真知子、作曲：宮本光雄、編曲：竜崎孝路
  - 9thシングル「春一番」のB面曲。
16. ハートのエースが出てこない（オリジナル・カラオケ／メロディー入り）（ボーナス・トラック、初CD化）
17. ハートのエースが出てこない（オリジナル・カラオケ／純カラオケ）（ボーナス・トラック）
18. 春一番（オリジナル・カラオケ／メロディー入り）（ボーナス・トラック、初CD化）
19. 春一番（オリジナル・カラオケ／純カラオケ）（ボーナス・トラック）